# August Heinrich Ferdinand Gutfeld
August Heinrich Ferdinand Gutfeld (auch Gutfeldt; * 1777 oder 24. Juli 1778 in Altona; † 12. September 1808 ebenda) war ein deutscher Arzt und Stadtphysicus von Altona.
Gutfeld wurde am 24. Juli 1806 mit dem Beinamen Agathinus III. Mitglied (Matrikel-Nr. 1033) der Leopoldina, die ihm im selben Jahr ihre Cothenius-Medaille verlieh.

## Schriften
- A. H. F. Gutfeldts... Abhandlung über den typhus der tropischen regionen oder das gelbe fieber: Welcher von der medicinischen fakultät zu Göttingen am 4ten juny 1800 ein accessit zuerkannt wurde. Aus dem lateinischen übersetzt von dem verfasser... P. G. Schröder, 1801 in der Google-Buchsuche.
- Ueber veränderte Modalität der Actionen thierischer Organismen. In: Pfaff’s und Scheel’s Nordisches Archiv für Natur- und Arzneywissenschaft. Band 1, St. 3. 1801.
- Untersuchungen über verschiedene Sätze der herrschenden medizinischen Lehrgebäude. Camps, 1802 in der Google-Buchsuche.
- Ueber das Verhältniss der Wechselerregung, Nervenwirkung und Bewegung im thierischen Organismus. Göttingen 1803.
- Einleitung in die Lehre von den ansteckenden Krankheiten und Seuchen. Kühn 1809 in der Google-Buchsuche (1. Auflage Posen 1804).
- Geschichte eines doppelten alltäglichen Wechselfiebers. In: J. C. W. Hufeland’s Journal der praktischen Heilkunde. Band 24, St. 4. 1806.
- Vermischte Bemerkungen aus der Praktik. In: E. Horn’s Archiv für praktisch-medicinisch-chirurgische Zeitung.